# أحمد وليد فرحات
أحمد وليد فرحات هو لاعب كرة قدم جزائري في مركز الهجوم، ولد في 22 يوليو 1986 في الحراش في الجزائر. لعب مع أولمبي المدية واتحاد الحراش واتحاد عنابة.

## وصلات خارجية
- أحمد وليد فرحات على موقع قاعدة بيانات كرة القدم.إي يو (الإنجليزية)
- أحمد وليد فرحات على موقع Soccerway.com (الإنجليزية)